# Rick May
Rick May (ur. 21 września 1940, zm. 8 kwietnia 2020 w Seattle) – amerykański aktor głosowy, dyrektor oraz nauczyciel w Seattle (Waszyngton).
Użyczył głosu bohaterowi Peppy’emu Hare w grze Lylat Wars oraz Żołnierzowi w grze Team Fortress 2. Urodził się 21 września 1940 roku, zmarł 8 kwietnia 2020 roku w wieku 79 lat z powodu zdiagnozowanej choroby COVID-19.

## Wczesne życie
Rick May dorastał w Seattle i Kanadzie.

## Kariera
Służył w armii amerykańskiej i stacjonował w Japonii, gdzie koordynował pokazami USO w Tokio. May powrócił do Seattle, by objąć stanowisko dyrektora Renton Civic Theatre i Civic Light Opera w Renton w stanie Waszyngton. W jednej z produkcji Cotton Patch Gospel w Renton, May zagrał wszystkie 21 ról z różnymi głosami. Odszedł na emeryturę z Renton Civic Theatre w 2001 roku, aby założyć własną firmę teatralną w Kirkland w stanie Waszyngton i zostać aktorem na pełny etat.
Zaczął aktorstwo głosowe w grach komputerowych pod koniec lat 90. i wcielił się między innymi w postacie Peppy’ego Hare’a i Androssa w Lylat Wars, postacie z kampanii fabularnej gry Age of Empires II (w tym w Czyngis Chana) i Żołnierza z gry wieloosobowej Team Fortress 2.
Od 1998 do 2019 Rick May grał Inspektora Lestrade'a w programie radiowym Imagination Theatre podczas audycji The Further Adventures of Sherlock Holmes (Dalsze przygody Sherlocka Holmesa) i The Classic Adventures of Sherlock Holmes oraz innych audycjach produkcji Imagination Theatre.

## Role
Rick May zagrał wiele ról, w tym wymienione poniżej:
- Brutus
- Benjamin Franklin
- Tevye
- Willy Loman
- Alfred P. Doolittle
- Czyngis Chan
- Kapitan Hak
- Scrooge
- Teodor Roosevelt
- Inspektor Lestrade (Dalsze przygody Sherlocka Holmesa)

Użyczył również swój głos tym postaciom:
- Żołnierz – Team Fortress 2
- Peppy Hare – Lylat Wars
- Andross – Lylat Wars
- Czyngis Chan – Age of Empires II

## Śmierć
May doznał udaru mózgu w lutym 2020 i został przeniesiony do domu opieki na rehabilitację. Zmarł 8 kwietnia 2020 roku w Swedish Medical Center w Seattle w wyniku powikłań po transmisji wirusa choroby COVID-19 tamże.
1 maja 2020 Valve wydało aktualizację gry Team Fortress 2 oddającą hołd pracy głosowej Maya jako Żołnierz w postaci nowej ścieżki dźwiękowej w głównym menu (interpretacji Taps, hymnu granego na pogrzebach Sił Zbrojnych Stanów Zjednoczonych) oraz posągu salutującego Żołnierza dodanego do wielu oficjalnych map gry. Wszystkie posągi zawierają tablice upamiętniające Maya. Aktualizacja została dodana z intencją jej utrzymania przez maj 2020. 21 sierpnia 2020 jeden z tych posągów został dodany na stałe do mapy "cp_granary", która jest tłem wideo promującego Team Fortress 2: Poznajcie Żołnierza.